# Gerry Bamman

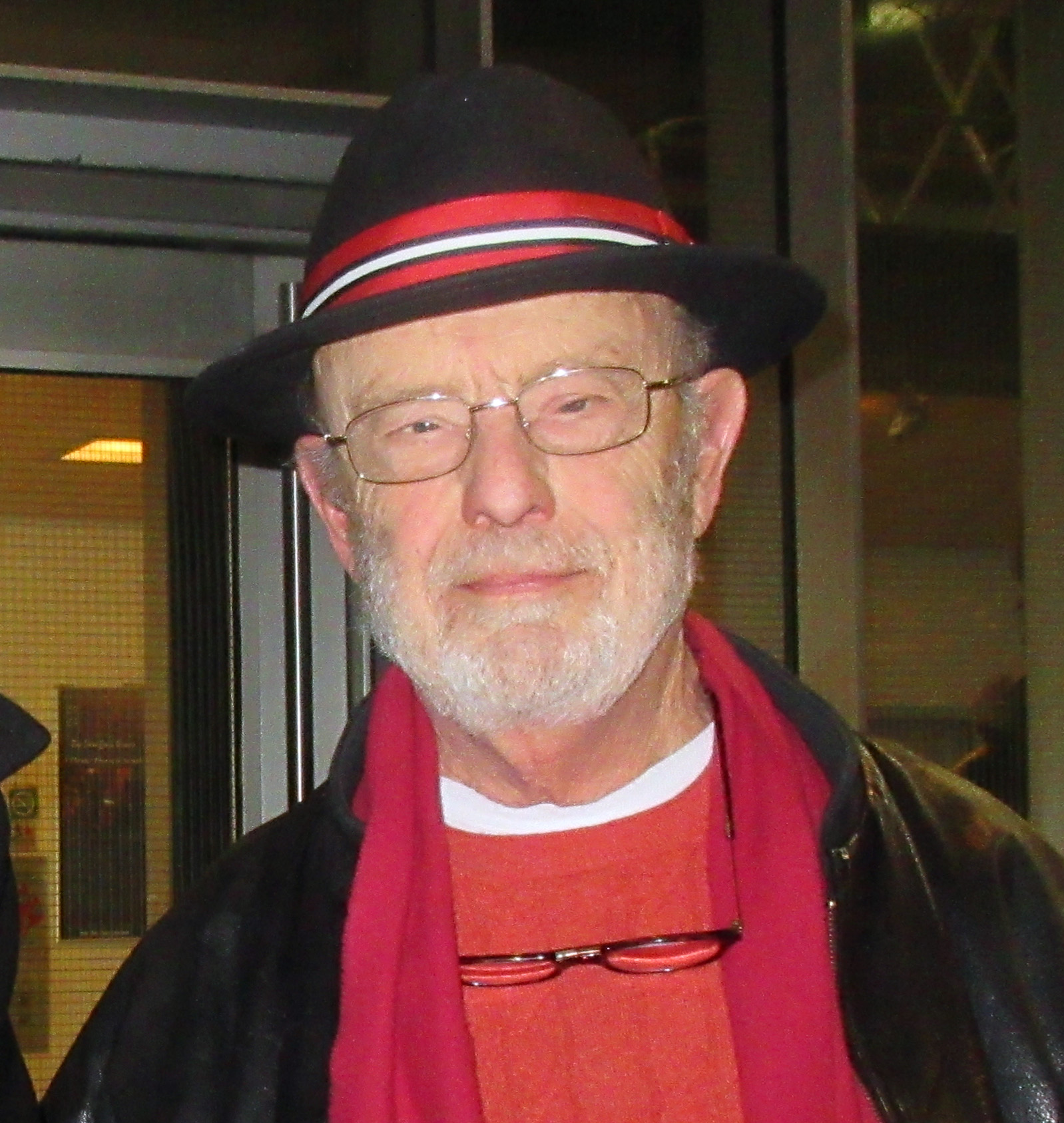
Gerry Bamman (2019)

Gerry Bamman (* 18. September 1941 in Independence, Kansas) ist ein US-amerikanischer Schauspieler.

## Leben und Karriere
In den 1970er und 1980er Jahren war Bamman in einigen Produktionen am Broadway als Theaterschauspieler tätig. Ab Mitte der 1980er Jahre übernahm er regelmäßig kleinere Nebenrollen in Film und Fernsehen, unter anderem in Das Geheimnis meines Erfolges (1987) mit Michael J. Fox oder Pink Cadillac (1989) mit Clint Eastwood. Im Laufe seiner Karriere spielte er vor allem Autoritätsfiguren wie Bürgermeister, Polizisten, Ärzte oder Anwälte. Seine wohl bekannteste Rolle hatte der Schauspieler als sarkastischer Onkel Frank McCallister in den beliebten Filmkomödien Kevin – Allein zu Haus (1990) und Kevin – Allein in New York (1992). Weitere Nebenrollen übernahm Bamman etwa in Lorenzos Öl und Bodyguard, die beide 1992 entstanden. In den Fernsehserien Law & Order und Law & Order: Special Victims Unit übernahm er in mehreren Folgen die Rolle des Strafverteidigers Stan Gillium.
Bis heute hat Gerry Bamman an fast 70 Film- und Fernsehproduktionen mitgewirkt. Aus seiner geschiedenen Ehe mit der Regisseurin und Drehbuchautorin Emily Mann hat er einen Sohn namens Nicholas.

## Filmografie (Auswahl)
- 1980: Nick’s Film – Lightning Over Water (Dokumentation, als er selbst)
- 1984: Girls Wanna Have Fun
- 1986: Mit dem Mut der Verzweiflung (Courage; Fernsehfilm)
- 1987: Inkognito (Hiding Out)
- 1987: Das Geheimnis meines Erfolges (The Secret of My Succe$s)
- 1988: Cocktail
- 1989: Das dreckige Spiel (True Believer)
- 1989: Bluthunde am Broadway (Bloodhounds of Broadway)
- 1989: Pink Cadillac
- 1990: Kevin – Allein zu Haus (Home Alone)
- 1990: 24 Stunden in seiner Gewalt (Desperate Hours)
- 1991: Dinner für Sechs – Woodstock meets Wallstreet (Married to It)
- 1991: The Chase - Gnadenlose Jagd (The Chase; Fernsehfilm)
- 1991–2005: Law & Order (Fernsehserie, 8 Folgen)
- 1992: Lorenzos Öl (Lorenzo’s Oil)
- 1992: Bodyguard (The Bodyguard)
- 1992: Kevin – Allein in New York (Home Alone 2: Lost in New York)
- 1994: Puppet Masters – Bedrohung aus dem All (The Puppet Masters)
- 1996: Tödliche Weihnachten (The Long Kiss Goodnight)
- 1998: Große Erwartungen (Great Expectations)
- 1998: Sex and the City (Fernsehserie, 1 Folge)
- 1999: Superstar – Trau’ Dich zu träumen (Superstar)
- 1999: The Confession – Das Geständnis (The Confession)
- 2000: Tiefe der Sehnsucht (Passion of Mind)
- 2000/2002: Law & Order: Special Victims Unit (Fernsehserie, 2 Folgen)
- 2003: Das Urteil – Jeder ist käuflich (Runaway Jury)
- 2004: Spurensuche – Umwege zur Wahrheit (Around the Bend)
- 2004: The Cookout
- 2009: My Father’s Will
- 2010: Damages – Im Netz der Macht (Fernsehserie, 1 Folge)
- 2014: Good Wife (Fernsehserie, 1 Folge)
- 2015: The Following (Fernsehserie, 2 Folgen)